# Lissolongichneumon politior
Lissolongichneumon politior är en stekelart som beskrevs av Heinrich 1968. Lissolongichneumon politior ingår i släktet Lissolongichneumon och familjen brokparasitsteklar. Inga underarter finns listade i Catalogue of Life.